# Liomys irroratus
Liomys irroratus је врста глодара из породице кенгур-пацова (Heteromyidae).

## Распрострањење
Врста има станиште у Мексику и држави Тексас у Сједињеним Америчким Државама.
Популација ове врсте је стабилна, судећи по доступним подацима.

## Станиште
Врста Liomys irroratus има станиште на копну.

## Угроженост
Ова врста није угрожена, и наведена је као последња брига јер има широко распрострањење.